# Numismatique provençale
D'après le numismate Henri Rolland, « La Provence est celle des provinces françaises dont la numismatique offre le plus de variété ; toutes les grandes séries y sont représentées ; elles s'échelonnent sur vingt-trois siècles, depuis le Ve siècle avant notre ère jusqu'en 1857, date de la fermeture de l'atelier de Marseille ». La numismatique provençale s'étend même jusqu'au début du XXe siècle avec les espèces de nécessité émises par les Chambres de commerce de la Région provençale. La présente page en signale ses grandes étapes.

## Les monnaies hellénistiques

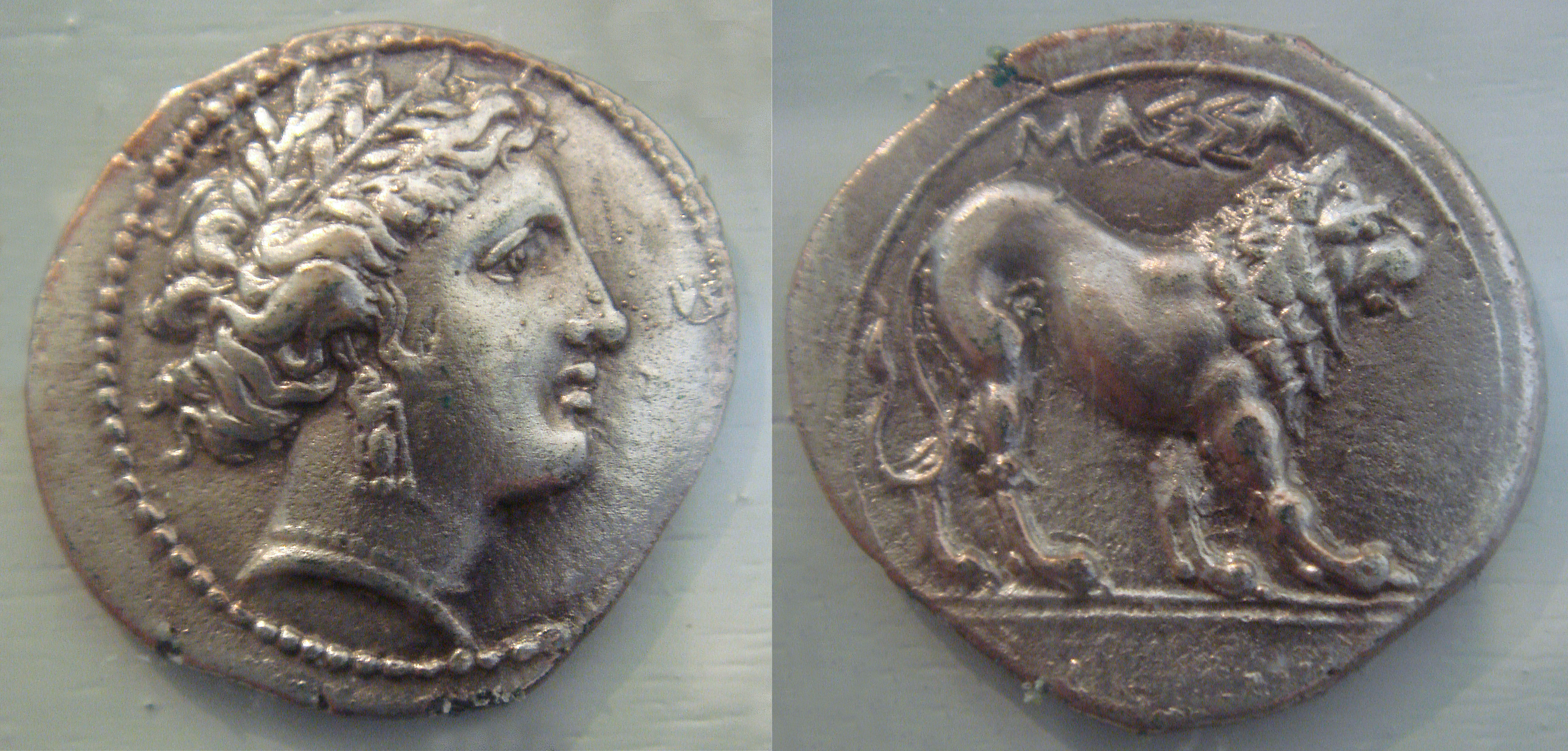
Drachme d'argent frappé à Massalia, -375/200 av. J. C.

La production de monnaies de type hellénistique par les colons phocéens débute vers 545 av. J.C. avec la fondation de Massalia et se termine à la conquête romaine, vers 52 av. J.C. Ces monnaies ont été imitées par des cités voisines.
- Le trésor d'Auriol[2]
- Les émissions antiques de Massalia[3],[4],[5]
- Les monnaies de Glanum[6]
- Les imitations du Sud-Est[7]

## Les monnaies gauloises
- Les monnaies de potin du Sud-Est[8]

## La période romaine
- Le monnayage colonial romain en Gaule narbonnaise :
  - Colonia Cabellio (Cavaillon)[9]
  - Forum Julii (Fréjus)[10]
  - Colonia Copia felix Munatia Lugdunum (Lyon),
  - Colonia Narbo Martius (Narbonne),
  - Colonia Nemausus (Nîmes)[11],[12],
  - Colonia Julia Secundanorum Arausio (Orange),
  - Colonia Julia Vienna (Vienne).
- Le monnayage d'Antipolis (Antibes)[13]
- L'atelier d'Arelate (Arles) (313-476)[14]

## Le très haut Moyen Âge
- Monnaies des patrices de Marseille : Nemfidius, Antenor de Provence, Ansedert[15].
- Monnayage carolingien de l'atelier de Marseille
- Monnayage de l'atelier d'Arles
- Monnayage des Bosonides

## Le monnayage féodal
- Monnayage de la Provence comtale[16]. Alphonse II d'Aragon, Raymond-Bérenger V, Charles Ier d'Anjou et Charles II d'Anjou, Robert d'Anjou, Jeanne de Naples et Louis de Tarente, Louis Ier d'Anjou, Louis II d'Anjou, Louis III d'Anjou, René d'Anjou, et Charles III du Maine[17],[18] : ont émis des monnaies avec le titre de comte ou comtesse de Provence et pour certains, avec celui de roi de Sicile et de Jérusalem
- Monnayage du marquisat de Provence: émises par Raymond V, VI et VII, et par Alphonse de France, comtes de Toulouse et marquis de Provence,
- Monnayage du comté de Forcalquier[19],[20]
- Monnayage de l'archevêché d'Arles[21]
- Monnayage de l'évêché de Saint-Paul-Trois-Châteaux, notamment au XIVe siècle par Dragonnet de Montauban[22]
- Monnayage de Gap[23]
- Monnayage du comté d'Embrun[24]
- Monnaies des seigneurs d'Orange[25]

## Le monnayage pontifical
- L'atelier de Carpentras[26]
- La monnaie d'Avignon[27]

## Le monnayage royal

### Ateliers royaux en Provence
Les rois de France ont battu monnaie en Provence dans les ateliers suivants. 
- L'atelier de Villeneuve-lès-Avignon
- L'atelier de Tarascon[29]
- Les ateliers de Sisteron, Barcelonnette et du Lauzet[30]
- L'atelier d'Aix-en-Provence [31]
- L'atelier de Marseille[32]
- À signaler également que dans la vallée de Dardennes, sur la commune du Revest près de Toulon, des flans de pièces de six deniers dits Dardenne, frappées à Aix-en-Provence, Montpellier et La Rochelle, ont été préparés entre 1710 et 1712 avec des rebuts de métaux provenant de l'arsenal de Toulon[33]

### Monnaies royales au type provençal
Le type provençal se caractérise par la présence sur la monnaie royale de particularités propres à la région telles que : titulature de Comte de Provence (Comes Provincie), croix potencée ou croix de Jérusalem avec croisettes, écusson de Marseille ou d'une grande lettre caractéristique. Il peut s'agir également d'une monnaie d'un type particulier comme les patacs.
Sous Louis XI
- Douzain de Provence

Sous Charles VIII
- Douzain de Provence
- Douzain de Marseille
- Karolus de Provence (essai)
- Liard de Marseille
- Denier coronat de Marseille
- Patac marseillais

Sous Louis XII
- Écu d'or au soleil
- Douzain de Provence
- Hardi de Provence
- Double tournois de Provence
- Patac de Provence

Sous François Ier
- teston de Marseille
- Douzain à la salamandre de Marseille
- Patac de Provence

Sous Henri II
- Patac de Provence (finalement prohibé après un procès)

Sous le cardinal de Bourbon, dit Charles X
- Patac de Provence en 1591 et 1592

## Le faux monnayage
- Région d'Aix-en-Provence, XVIIIe siècle[34].
- Le tribunal des monnaies d'Aix-en-Provence

## Les émissions de nécessité duXXesiècle
- Jetons et bons de monnaie de la Région provençale[35],[36],[37]
- Jetons et bons de monnaie de la Chambre de commerce de Marseille
- Jetons et bons de monnaie de la Chambre de commerce de Nice et des Alpes-Maritimes[38],[39].
- Bons de monnaie de la Chambre de commerce des Basses-Alpes

## Écus et pré-euros provençaux
- Écus et euros temporaires des cités de Provence[40].

## Les grands numismates provençaux
- Nicolas-Claude Fabri de Peiresc (1580-1637)[41]
- Jules-François-Paul Fauris de Saint-Vincens (1750-1819)
- Henri Rolland